# Flée (Côte-d'Or)
Flée foi uma antiga comuna francesa na região administrativa da Borgonha-Franco-Condado, no departamento de Côte-d'Or. Estendia-se por uma área de 11,33 km². Em 2010 a comuna tinha 270 habitantes (densidade: 23,8 hab./km²).
Em 1 de janeiro de 2019, passou a fazer parte da nova comuna de Le Val-Larrey.